# Zaverilal Mehta
Zaverilal Dalpatram Mehta (1927 – 27. listopadu 2023) byl indický fotograf a držitel civilní ceny Padma Sri roku 2018 za přínos v oblasti literatury a vzdělávací žurnalistiky.

## Životopis
Zaverilal Mehta je spojován s Gujarat Samachar od 80. let 20. století. Byl oblíbený pro dokumentování života a doby 13 hlavních ministrů státu Gudžarát a jeho objektivy zachytily incidenty, jako je zemětřesení v roce 2001 a Kutchův cyklon v roce 1998.
V roce 2018 byl Zaverilal Mehta oceněn cenou Padma Shri indickým prezidentem Rám Náthem Kóvindou.
Zaverilal Dalpatram Mehta zemřel 27. listopadu 2023, bylo mu 96 let.